# 利蒂希娅·卡斯塔
利蒂希娅·卡斯塔（法語：Laetitia Casta，1978年5月11日—），法国著名女模特、电影演员、戏剧演员，出生于诺曼底省桥-欧德迈尔（Pont-Audemer）。
于1993年与家人在科西嘉岛度假时，她被Madison模特公司摄影师弗雷德里克·凯嗽（Frédéric Cresseaux）发现，后被聘为模特而一举走红。曾为数家大时装公司争相聘用，经常往来于世界各大首都之间，也常为大的化妆品公司作广告，尤其是数年来一直是拉法叶特超级百货公司的独家广告模特。跟一般较为苗条的模特相比，利蒂希娅显得较为丰满，其三围尺寸为90-61-90厘米。
1998年卡斯塔被《滚石杂志》（Rolling Stone）评为世上最性感女人。1999年被选为代表法兰西共和国的女性形像玛丽娅娜（Marianne）的新代表，其半身像被安置在全法国所有的市政府内。
1999年她开始进入电影界，在《反对凯撒的阿斯德里科斯和奥北里科斯》（Astérix et Obélix contre César）电影中，成功扮演了伐勒巴拉的角色。此后拍摄了电视连续剧《蓝色自行车》，电影《坚强的灵魂》（2001）、《欲望之街》（2002）、《达缅·欧笃勒的流浪》（2003）《巴斯伽勒·忉玛的宽敞住房》（2006）、《年轻姑娘与狼》（2007）、《68年出生》（2008）、《蔡明亮的面孔》（2009）。
2001年卡斯塔被网站Askmen.com选为世上最美丽女人第一位。
2004年她开始尝试进入戏剧界，在巴黎昂杜阿纳剧院（Théâtre Antoine）上演的《奥迪娜》中扮演了主角奥迪娜角色。2008年参加了《她在等你》演出。
2007年她为雷诺汽车屯构（Twingo）作了广告。
2009年在纪念歌唱家塞赫日·甘孜布赫（Serge Gainsbourg）的传记电影（biopic）中扮演了以前走红影星布丽吉特·巴赫斗 (Brigitte Bardot)。